# Orbán Attila (festő)
Orbán Attila (Kiskunfélegyháza, 1958. december 24. –) magyar képzőművész, festő.
A Szentendrén élő festőművész a Magyar Festők Társaságának egyik alapítója. 2007-2015-ig[1] a budapesti Symbol Art Galéria kurátora, művészeti tanácsadója, a Töreki Művésztelep munkatársa.

## Életpályája
A Budapesti Vörösmarty Mihály Gimnáziumban érettségizett 1977-ben. Az MTE szervező szakán diplomázott 1992-ben. 1988-tól hivatásos majd 1992-től szabad szellemi foglalkozású képzőművész. 1988-92 a Fiatal Képzőművészek Stúdiójának a tagja. Művészetére hatással voltak Bálint Endre, Vajda Lajos később Korniss Dezső. Mestere Kokas Ignác. 1988-tól folyamatosan jelen van a hazai és külföldi kiállításokon. Alkotásai az expresszív, figuratív festészetet képviselik, amelyek az újfestészet és a transzavantgárd törekvéseihez tartoznak. Képein rendszerint a figuratív kifejezés mellett a szintetikus kubizmus számos eleme egészül ki a gesztusfestészet megoldásaival.

## Kiállításai

### Csoportos kiállításai
- 1990  Young Artists Studio, Gallery Cult Wien
- 1990  Gallery 68 ELF Köln
- 1990  Studio ’90 Ernst Múzeum, Budapest
- 1991  Art Expo, Szállás utca, Budapest
- 1991  Contemporary Hungarian Paintings, Ader – Piccard – Tajan, Paris
- 1992  XLV. Biennale de Paris. Manifestation Internationale Des Jeunes Artistes, Grand Palais, Paris
- 1992  20 sur 20, Katz Gallery, Paris
- 1992  Fiatal Művészek Klubja, Budapest
- 1992  Studio ’92, Magyar Nemzeti Galéria, Budapest
- 1992  Budapest Art Expo, Közgazdaságtudományi Egyetem, Budapest
- 1993  Studio ’93, Ernst Múzeum, Budapest
- 1994  Analóg, Budapest Galéria, Budapest
- 1994  Studio ’94, Budapest Galéria, Budapest
- 1994  Art-éria, Activ Art Galéria, Szentendre
- 1995  Derkovits beszámoló kiállítás, Ernst Múzeum, Budapest
- 1995  Erlin Galéria, Budapest Bukta Imre,Gerber Pál,Máriássy Béla,Márkus Péter,Orbán Attila
- 1996  Derkovits beszámoló kiállítás, Ernst Múzeum, Budapest
- 1996  Junge ungarische Kunst aus Szentendre, Gallery and Museum Lände, Kressbronn
- 1997  Olaj vászon, Kortárs Magyar Festészet, Műcsarnok, Budapest
- 1997  Derkovits beszámoló kiállítás, Ernst Múzeum, Budapest
- 1998  Dialog, Városi Képtár, Szentendre
- 1999  Dialog, Gallery and Museum Lände, Kressbronn
- 1999  Zeig mir (d)ein Gesicht, Gallery and Museum Lände, Kressbronn
- 2000  Feketén fehéren, Műcsarnok, Budapest
- 2001  Accent Hongrois 2001, Művészetmalom, Szentendre
- 2001  Accent Hongrois 2001, Városi Galéria, Salon de Provance
- 2002  Artéria, Vigadó Galéria, Budapest
- 2002  Artéria, Meander Galéria, Budapest
- 2002  Gerbeaud Ház, Adventi ablakok, Budapest
- 2004  Szentendre Évszázadai V.-rajzok, Művészetmalom, Szentendre
- 2006  Szalmaszál Alapítvány, kiállítás, aukció, Centrális Galéria, Budapest
- 2006  Kortárs magángyűjtemények – válogatás a Bélai-gyűjtemény anyagából, Godot Galéria, Budapest
- 2006  SZMA kiállítás, aukció, Művészetmalom, Szentendre
- 2006  Arte Galéria, 29. aukciója, Virág Judit Galéria és Aukciósház, Budapest
- 2007  Szalmaszál Alapítvány kiállítás, aukció, Centrális Galéria, Budapest
- 2007  SZMA kiállítás, aukció, Művészetmalom, Szentendre
- 2007  Arte Galéria kiállítás, 30. aukció, Virág Judit Galéria, Budapest
- 2007  Arte Galéria kiállítás, 31. aukció, Virág Judit Galéria, Budapest
- 2007  Harasztÿ István – Édeske szobrászművész Kortárs-gyűjteménye, Kogart Ház, Budapest
- 2007  Töreki Művésztelep, Symbol Art Galéria, Budapest
- 2010  ART FANATICS, Kortárs magángyűjtemények 2., Dr. Merics-gyűjtemény Műcsarnok, Budapest
- 2010  „In Memoriam Pege Aladár” Symbol Art Galéria, Budapest
- 2010  Hungariconok, Kárpáti Tamás szubjekt-gyűjteménye, Collegium Hungaricum, Bécs
- 2010  Kozák Csaba Köret c. könyvbemutatója és kiállítás, Prestige Galéria, Budapest
- 2010  Hétéves a Töreki Művésztelep, Symbol Art Galéria, Budapest
- 2010  Zooart, kortárs képzőművészeti kiállítás. Fővárosi Állat-és Növénykert, Budapest
- 2010  Dialogue Européen, Salons Libres Européens, Palais de Schloss Schönbrunn, Wien
- 2012  Local colour Művészetmalom, Szentendre
- 2012  West Bank Gallery – Gallery 286 – Britannia Centre, London
- 2013  LAP-TOP-ON, Péter Pál Galéria, Szentendre, LAP-TOP-ON II., Párizsi  Galéria, Budapest
- 2013  PROGRESSZIV KORTÁRSAK, válogatás Harasztÿ István gyűjteményéből, Klauzál13 Kortárs Galéria, Budapest
- 2013  LAP-TOP-ON III., Symbol Art Galéria, Budapest
- 2013  Blitz Galéria, decemberi aukciós kiállítás, Budapest
- 2014 Lakástárlat, Szentendre
- 2016 Lakástárlat, Szentendre
- 2017 RESTART, Laptop mint műtárgy, Barcsay Múzeum, Szentendre
- 2017 Fókuszváltás, Magyar Elektrogáfiai Társaság Galériája, Budapest
- 2017 Futó művek, Lakástárlat, Futó utca, Szentendre

### Önálló kiállításai
- 1989  Club of Young Artists, Budapest
- 1991  Stúdió Galéria, Budapest
- 1992  Institut Français, Budapest
- 1994  Duna Galéria, Mata Attila szobrászművésszel, Budapest
- 1994  "Art et Nouvelles Democraties" Manifestation, Notre Dame de Grace Gallery, Montréal
- 1995  Dorottya Galéria, Budapest
- 1996  Erlin Galéria, Budapest
- 1996  Attila Orban und Monika Falke, Marika Marghescu Gallery, Hannover
- 1996  Hungarian Cultural Centre Gallery, Helsinki
- 1997  Wemyss Gallery, Sydney
- 1998  Horváth és Lukács Galéria, Nagycenk
- 2000  Műcsarnok, Budapest
- 2001  Artéria Galéria, Szentendre
- 2002  Gallery and Museum Lände, Kressbronn
- 2003  Pécsi Galéria, Pécs
- 2003  Rippl Rónai Múzeum, Kaposvár
- 2005  Tragor Ignác Múzeum Görög Templom Kiállítóterme, Vác
- 2005  Hubert Kaltenmark und Attila Orbán Galerie und Museum Lände, Kressbronn
- 2006  Fészek Galéria, Budapest
- 2006  Műhely Galéria, Szentendre
- 2007  Arte Galéria és Aukciós Iroda, Budapest
- 2007 Olof Palme Ház, Budapest. Válogatás az ARTCHIVUM, Barna, Don, Édeske – Haraszty, Kerényi, Merics, Ónodi, Söpkéz – Gyűjtemények anyagából.
- 2007  Új Színház Galéria, Budapest
- 2008  Symbol Art Galéria, Budapest
- 2014  Poszt imaginációk, Bálna, Budapest
- 2016  FUGA, ifj. Szlávics László szobrászművésszel, Budapest
- 2016 Galerie der Bücherei, Alsdorf
- 2017 Weöres Sándor Színház Galéria, Szombathely
- 2017 Tízforrás Fesztivál, Tornácos Galéria, a Horváth és Lukács Galéria anyagából, Hegykő

## Díjai, elismerései
- 1989  Szegedi Táblakép-festészeti Biennálé, Munkajutalom
- 1990  Fiatal Képzőművészek Stúdiója, Stúdió-díj
- 1991  Eötvös Alapítvány ösztöndíja
- 1994  Derkovits Gyula képzőművészeti ösztöndíj

## Gyűjtemények alkotásaival
- Barna Sándor – Gyűjteménye, Siófok, Budapest
- Dr. Merics Imre – Gyűjteménye, Tormás
- Bélai György – Gyűjtemény, Artchivum, Budapest
- Roland Riz Senator, Collection, Bolzano
- Fővárosi Képtár – Kiscelli Múzeum, Kortárs Gyűjteménye, Budapest
- Institut Français, Collection, Budapest
- Marika Marghescu Galerie – gyűjteménye, Hannover
- Galerie und Museum Lände Contemporary Collection, Kressbronn
- Ville de Montréal, Contemporary Collection, Montréal
- Mr. Hugh Riminton Collection, Sydney
- Mr. Werner D. Schmidlin Collection], Sydney
- Pécsi Galéria, Kortárs – Gyűjteménye, Pécs
- Rippl-Rónai Múzeum Kortárs Festészeti – Gyűjteménye, Kaposvár
- Tragor Ignác Múzeum Kortárs – Gyűjteménye, Vác
- Völgyi Miklós – Gyűjteménye, Budapest
- "Édeske" Haraszty István Kortárs – Gyűjteménye, Budapest
- Bruck Gábor – Gyűjteménye, Budapest
- Bán György – Gyűjteménye, Budapest
- Söpkéz Sándor – Gyűjteménye, Budapest
- Somló-Spengler – Gyűjteménye, Budapest
- Ónodi Róbert – Gyűjteménye, Budapest
- Kálmán Imre Múzeum, Kortárs Gyűjteménye, Siófok
- HUNGARICONOK, Kárpáti Tamás szubjekt – gyűjteménye, Budapest
- Mihók Kornél – Gyűjteménye, Budapest
- Fekete János – Gyűjteménye, Szentendre

## TV
- 2003 Orbán Attila festőművész kiállítása a Pécsi Galériában. Pécsi Tv, 2003.04.07.
- 2003 Orbán Attila festőművész kiállítása a Kaposvári Rippl-Rónai Múzeumban. Kaposvári Tv 2003.09.30.
- 2008 Orban Attila a Symbol Art Galériában. Portré Orbán Attila festőművészről. Operatőr: Singovszki Imre, Főnix Tv, Budapest, 2008. június 15.